# Renfe
Renfe Operadora er Spaniens statslige jernbaneselskab. Det står for driften af lokal- og fjerntog i det meste af landet. Selskabet blev dannet i 2005 ved en opdeling af RENFE (Red Nacional de los Ferrocarriles Españoles) i to statslige selskaber, ADIF (Administrador de Infraestructuras Ferroviarias), der står for jernbanernes infrastruktur (f.eks. togskinner, signalanlæg), og Renfe Operadora, der ejer og driver det rullende materiel.
RENFE blev oprettet i 1941, da de spanske jernbaner blev nationaliseret.

## Materiel
- Arco – passagertog med tophastighed på 220km/timen.
- AVE – højhastighedstog med tophastighed på 300km/timen

## Divisioner
Renfe Operador har siden 2006 været organiseret i fire divisioner:
- Dirección General de Servicios Públicos de Cercanías y Media Distancia, som driver forstadslinjerne i Cercanías, højhastighedsforbindelser med AVE på mellemlange afstande samt mellemlange regionalforbindelser.
- Dirección General de Servicios de Larga Distancia, som driver langdistance Intercity- og højhastighedsforbindelser.
- Dirección General de Servicios de Mercancías y Logística, som driver godstogstrafikken.
- Dirección General de Fabricación y Mantenimiento, som står for bygning og vedligeholdelse af det rullende materiel.

| Jernbane | Spire Denne jernbaneartikel er en spire som bør udbygges. Du er velkommen til at hjælpe Wikipedia ved at udvide den. |

| Spanien | Spire Denne artikel om et firma eller en virksomhed i Spanien er en spire som bør udbygges. Du er velkommen til at hjælpe Wikipedia ved at udvide den. |

1. ↑  Navnet er anført på tysk og stammer fra Wikidata hvor navnet endnu ikke findes på dansk.